# Vísperas

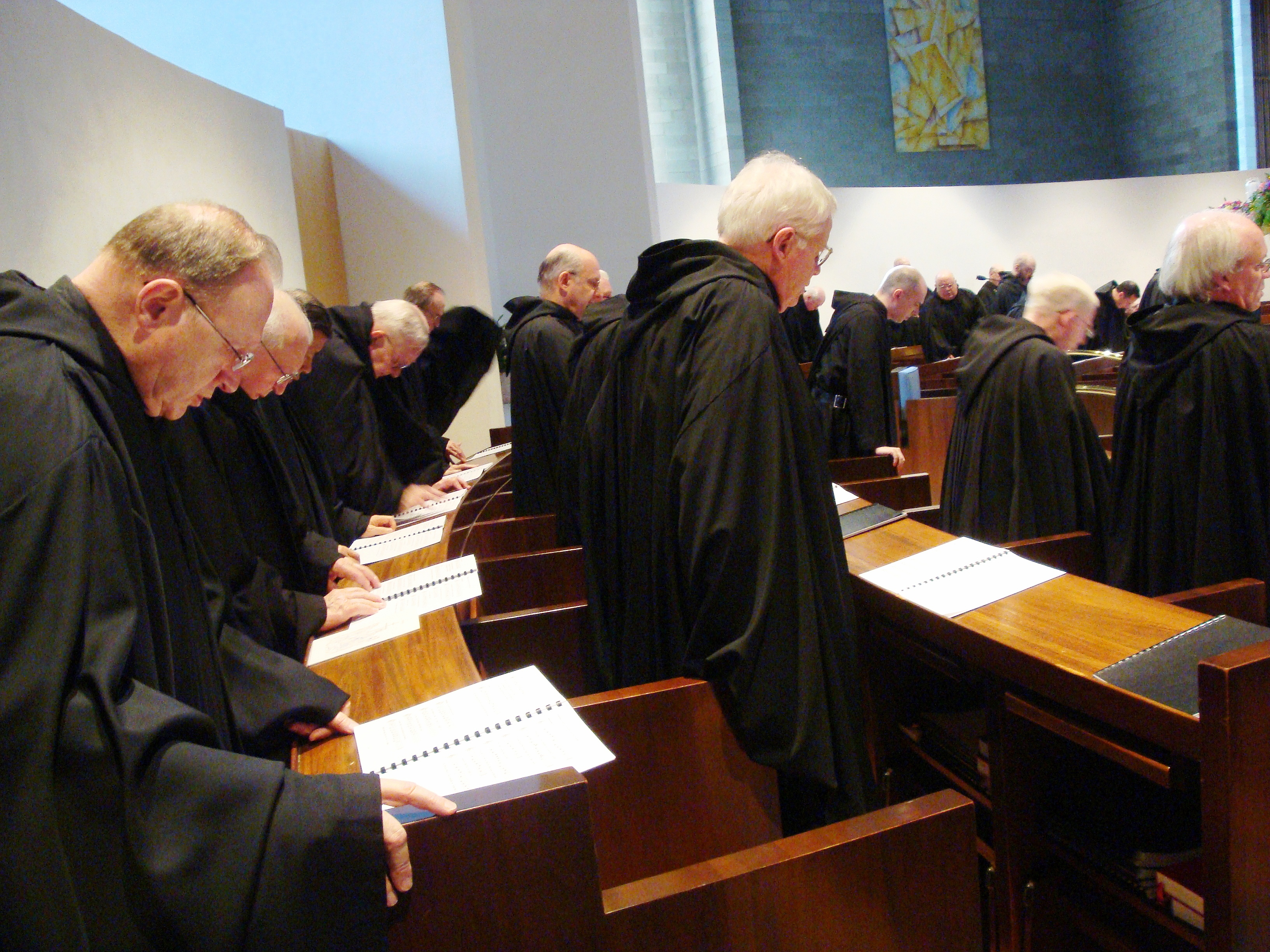
Monjes benedictinos cantando Vísperas

Vísperas es el oficio divino vespertino en la Liturgia de las Horas de la Iglesia católica y la Iglesia ortodoxa. Etimológicamente procede del latín vesper, que significa "tarde". Este término se usa también en ciertas iglesias protestantes (especialmente luteranas) para describir los servicios vespertinos, y en ciertos círculos anglicanos se emplea extraoficialmente para referirse a la oración vespertina.
Las oraciones de las vísperas corresponden a las alabanzas vespertinas que se realizan desde las seis de la tarde.

## Historia
Las vísperas se instituyeron para venerar la memoria de la sepultura de Jesucristo o su descenso de la cruz y a esto se refiere la glosa véspera deponit. 
El autor de las Constituciones apostólicas (libro VIII, cap. XXV) hablando del salmo 141 lo llama en griego salmo que se recitaba a la luz de las lámparas porque se cantaba las vísperas. Hace también mención de muchas otras oraciones, acciones de gracias, etc. que el obispo decía entonces o ante el pueblo reunido o con los fieles. 
Trae también el himno o la oración de la tarde de la que nos ha conservado algunos fragmentos San Benito en el cap. XXI de su libro Spiritu Sancto. Hay alguna probabilidad para creer que se cantaban además en aquella hora otros salmos. Casiano dice que los monjes de Egipto recitaban doce salmos y que entre ellos añadían dos lecciones, una del Antiguo y otra del Nuevo Testamento, que alternaban los salmos con oraciones y que concluían el último con la doxología. 
En España se terminaban las vísperas con la oración dominical, según se ve por el IV Concilio de Toledo. Las vísperas se llaman algunas veces lucernarias porque se decían con la luz de las lámparas. También se llama así un responso que se dice en las vísperas del rito ambrosiano.

## Uso actual

### Rito latino de la Iglesia católica
La estructura general del oficio de vísperas católico de rito latino es la siguiente:
- El oficio de Vísperas se inicia con el canto de las siguientes palabras: Deus, in adiutorium meum intende. Domine, ad adiuvandum me festina. Gloria Patri, et Filio, et Spiritui Sancto. Sicut erat in principio, et nunc et semper, et in saecula saeculorum. Amen. Alleluia. (Dios mío, ven en mi auxilio. Señor, date prisa en socorrerme. Gloria al Padre, al Hijo y al Espíritu Santo. Como era en el principio, ahora y siempre, por los siglos de los siglos. Amén. Aleluya.) ("Aleluya" se omite en la Cuaresma).
- A continuación se canta un himno;
- Acto seguido se cantan dos salmos y un cántico del Nuevo Testamento (en la liturgia de uso general desde 1970) o cinco salmos (en la liturgia de uso general hasta 1970); salmos (y cánticos) concluyen con una doxología (Gloria Patri). Los salmos van precedidos y seguidos de una antífona.
- Tras los salmos se procede a una lectura de la Biblia.
- Tras la lectura, los congregantes cantan el Magníficat, el cántico de la Bienaventurada Virgen María procedente del Evangelio de Lucas I:46-55. El Magníficat va siempre precedido y seguido de una antífona.
- A continuación se dicen las preces (oraciones), a las que sigue el Padrenuestro y, por fin la oración final (oratio).